# Musée européen d'art moderne
Le musée européen d'art moderne (MEAM) a ouvert ses portes le 8 juin 2011 à Barcelone. Il présente une collection d'art figuratif d'artistes de Catalogne et d'Espagne.

## Historique
Le MEAM ( Museu Europeu d'Art Modern ) est actuellement situé dans le Palau Gomis, un palais du XVIIIe siècle construit par le marchand Gomis en 1792, dans le quartier du Born à Barcelone. C'est un quartier où la culture est omniprésente et qui reflète tout le charme de la vieille ville et a réussi à unir modernité et contemporanéité de l’art. Le quartier du Born à Barcelone est devenu un lieu incontournable pour les spécialistes et les touristes intéressés par l'architecture et les musées d'art.

## Collections
Le MEAM ( Museu Europeu d'Art Modern ) se distingue des autres musées d'art contemporain par le fait qu'il soutient les artistes contemporains qui pratiquent l'art figuratif. Le musée présente une vaste collection de plus de 230 peintures et sculptures figuratives contemporaines. Ces œuvres d’art figuratif ne sont généralement pas exposées dans d'autres musées, collections de fondations ou institutions qui se consacrent généralement à l'art abstrait, expérimental, etc.
Le MEAM est un Musée vivant et en mouvement permanent : les Expositions, les Concerts, le Théâtre, les cours de Peinture et de Sculpture, les ateliers, etc